# Oum Drou
Oum Drou, anciennement appelée Pontéba[Quand ?], est une commune de la wilaya de Chlef en Algérie, située à 10 km à l'est de Chlef sur la route nationale 04.

## Géographie

### Localités de la commune
Lors du découpage administratif de 1984, la commune d'Oum Drou est composée à partir des localités suivantes :
- Oum drou centre
- Chakalil
- Ouled Meghazi
- Cité préfabriqué Nord (actuellement Cité Azzoune)
- Cité préfabriqué Sud (actuellement Cité Boualili)
- El Hammam
- Besakra
- Ouled Adda
- Chouabria
- Ouled Ben Youcef
- Heumaissia
- Menasria
- Guelaftia
- Maaizia

## Sources, notes et références
1. ↑  « Wilaya de Chlef : répartition de la population résidente des ménages ordinaires et collectifs, selon la commune de résidence et la dispersion ». Données du recensement général de la population et de l'habitat de 2008 sur le site de l'ONS.
2. ↑  Journal officiel de la République Algérienne, 19 décembre 1984. Décret no 84-365, fixant la composition, la consistance et les limites territoriales des communes. Wilaya de Chlef, page 1476.